# Bjørn Edvardsen
Bjørn Edvardsen (1940) è un ex sciatore alpino norvegese.

## Biografia
Sciatore polivalente, Bjørn Edvardsen in campo internazionale debuttò in occasione del trofeo Holmenkollen-Kandahar 1960 (Holmenkollen, 18-20 marzo), dove si classificò 22º nello slalom gigante, 40º nello slalom speciale e 33º nella combinata, e disputò le su ultima gare nel 1963 al medesimo trofeo (Holmenkollen, 14-15 marzo), dove si piazzò 15º nello slalom gigante, 19º nello slalom speciale e 13º nella combinata; ottenne i suoi ultimi risultati agonistici ai Campionati norvegesi 1965 (Voss, 5-7 marzo), dove vinse la medaglia d'argento nello slalom speciale e quella di bronzo nella combinata. Non prese parte a rassegne olimpiche o iridate.

## Palmarès

### Campionati norvegesi
- 2 medaglie:
  -  1 argento (slalom speciale nel 1965)
  -  1 bronzo (combinata nel 1965)[senza fonte]